# 梅雨

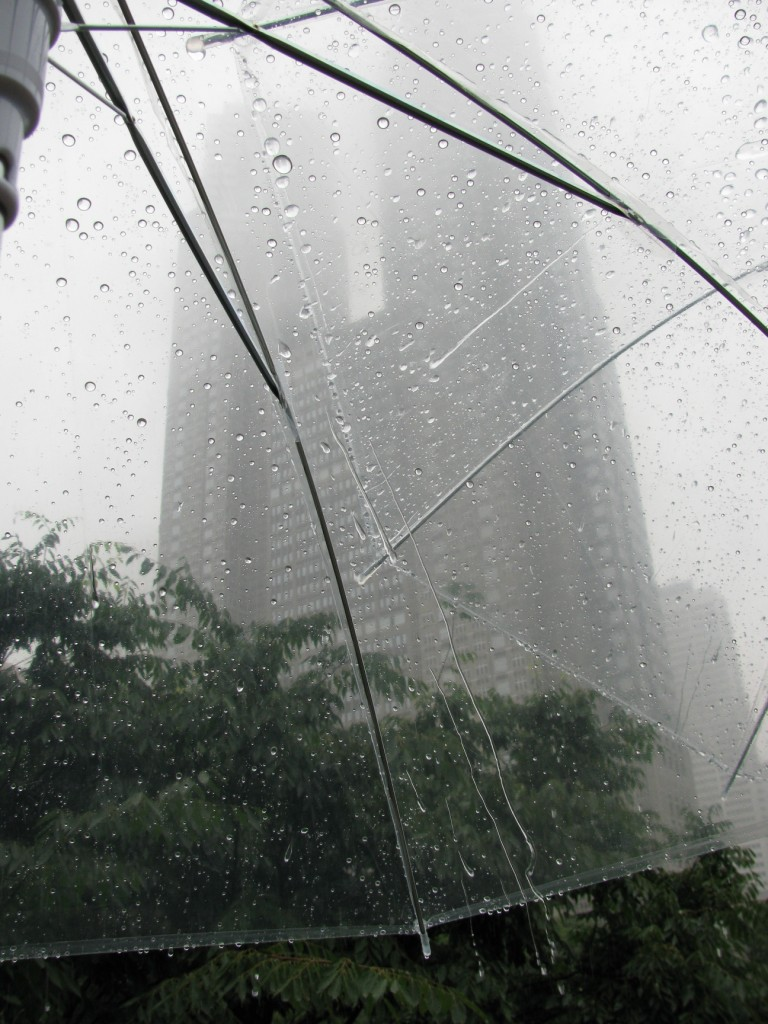
東京における梅雨の雨（2009年6月）

梅雨（つゆ、ばいう）は、東アジアの広範囲で5月から7月にみられる雨のこと。また、雨や曇りが多いこの期間のこと。雨季の一種で、北海道と小笠原諸島を除く日本、朝鮮半島南部、中国の南部から長江流域にかけての沿海部、および台湾などでみられる。

## 名称
梅雨の期間を梅雨季、梅雨をもたらす気象状況を梅雨現象ということもある。ただ、これらを単純に梅雨（つゆ、ばいう）ということもある。
日本語の発音「つゆ」や漢字表記「梅雨」の語源にはいくつかの説がある。この時期は梅の実が熟す頃であることから、熟して潰れる「潰ゆ（つゆ）」から転じたという説や、この時期植物の葉にたくさんの露がつくため「つゆ」と呼ばれるようになったという説がある。また、この時期は湿度が高くカビが生えやすいことから「黴雨（ばいう）」と呼ばれ、これが同じ音の「梅雨」に転じたという説、カビで食べ物が傷む「費ゆ（つひゆ）」が転じてつゆになったという説、この時期は「毎」日のように雨が降るから「梅」という字が当てられたという説もある。普段の倍、雨が降るから「倍雨」というのはこじつけ（民間語源）である。
このほかに「梅霖（ばいりん）」、旧暦で5月頃であることに由来する「五月雨（さみだれ）」、麦の実る頃であることに由来する「麦雨（ばくう）」などの別名がある。
なお、「五月雨」の語が転じて、梅雨時の雨のように、物事が長くだらだらと続くことを「五月雨式」と言うようになった。また梅雨の晴れ間のことを「五月晴れ（さつきばれ）」というが、この言葉は最近では「ごがつばれ」とも読んで新暦5月初旬のよく晴れた天候を指すことの方が多い。気象庁では5月の晴れのことを「さつき晴れ」と呼び、梅雨時の晴れ間のことを「梅雨の合間の晴れ」と呼ぶように取り決めている。五月雨の降る頃の夜の闇のことを「五月闇（さつきやみ）」という。
地方名には「ながし」（鹿児島県奄美群島）、「なーみっさ」（喜界島での別名）がある。沖縄では、梅雨が小満から芒種にかけての時期に当たるので「小満芒種（スーマンボースー、しょうまんぼうしゅ）」や「芒種雨（ボースーアミ、ぼうしゅあめ）」という別名がある。
中国では「梅雨（メイユー）」、「芒種雨」、韓国では「장마（チャンマ）」（「長い雨」の意味と推定される）という。中国では、古くは「梅雨」と同音の「霉雨」という字が当てられており、現在も用いられることがある。「霉」はカビのことであり、日本の「黴雨」と同じ意味である。
中国では、梅が熟して黄色くなる時期の雨という意味の「黄梅雨（ファンメイユー）」もよく用いられる。

## 季節上の特徴

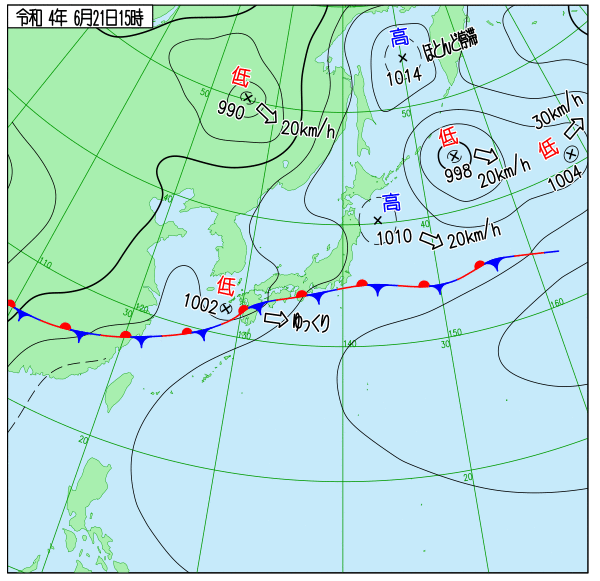
梅雨の天気図（2022年6月21日15時、気象庁による）

気候学的な季節変化を世界と比較したとき、東アジアでは春夏秋冬に梅雨を加えた五季、また日本に限るとさらに秋雨を加えた六季の変化がはっきりと表れる。梅雨は春と盛夏の間、あるいは初夏と盛夏の間にある。
東アジアでは、春や秋は、温帯低気圧と移動性高気圧が交互に通過して周期的に天気が変化する。一方、盛夏期には亜熱帯高気圧（太平洋高気圧）の影響下に入って高温多湿な気団に覆われる。そして、春から盛夏の間と、盛夏から秋の間には、中国大陸東部から日本の東方沖に前線が停滞することで雨季となる。この中で、春から盛夏の間の雨季が梅雨、盛夏から秋の間の雨季が秋雨である。
梅雨は東アジア全体で明瞭である一方、秋雨は中国大陸方面では弱く日本列島方面で明瞭である。また、盛夏から秋の間の雨季の雨の内訳として、台風による雨も無視できないほど影響力を持っている。
また、梅雨前線付近の上空の大気をみると、冬の空気と春・秋の空気の境目となる寒帯前線、春・秋の空気と夏の空気の境目となる亜熱帯前線が接近して存在していて、梅雨は「季節の変わり目」の性質が強い。
梅雨の時期が始まることを梅雨入りや入梅（にゅうばい）といい、社会通念上・気象学上は春の終わりであるとともに夏の始まり（初夏）とされる。なお、日本の雑節の1つに入梅（6月11日頃）があり、暦の上ではこの日を入梅とするが、これは水を必要とする田植えの時期の目安とされている。また、梅雨が終わることを梅雨明けや出梅（しゅつばい）といい、これをもって本格的な夏（盛夏）の到来とすることが多い。ほとんどの地域では、気象当局が梅雨入りや梅雨明けの発表を行っている。

## 梅雨の降雨の特徴
梅雨の期間はふつう1か月から1か月半程度である。また、梅雨期の降水量は九州では500mm程度で年間の約4分の1・関東や東海では300mm程度で年間の約5分の1ある。西日本では秋雨より梅雨の方が雨量が多いが、東日本では逆に秋雨の方が多い（台風の寄与もある）。
梅雨の時期や雨量は、年によって大きく変動する場合があり、月間降水量の多い年と少ない年とで3倍以上の差が開くことがあり、梅雨明けが平年より2週間も遅れたりすることがある。そのような年は猛暑・少雨であったり冷夏・多雨であったりと、夏の天候が良くなく気象災害が起きやすい。
東アジアは中緯度に位置していて、大陸東岸は夏季に海洋を覆う亜熱帯高気圧の辺縁部になるため雨が多い傾向にある。これは北アメリカ大陸東岸も同じだが、九州では年間降水量が約2,000mmとなるなど、熱帯収束帯の雨量にも劣らないほどの雨量がある。この豊富な雨量に対する梅雨や秋雨の寄与は大きい。梅雨にまとまった雨量がある要因として、南アジア・東南アジアからつながる高温多湿なアジア・モンスーンの影響が東アジアの一部まで及び、水蒸気の供給を受けていることが挙げられる。
時折、梅雨は「雨がしとしとと降る」「それほど雨足の強くない雨や曇天が続く」と解説されることがある。これは東日本では正しいが、西日本ではあまり正しくない。梅雨の雨の降り方にも地域差があるためである。特に西日本や華中（長江の中下流域付近）では、積乱雲が集まった雲クラスターと呼ばれる水平規模100km前後の雲群がしばしば発生して東に進み、激しい雨をもたらすという特徴がある。
日本本土で梅雨期にあたる6-7月の雨量を見ると、日降水量100mm以上の大雨の日やその雨量は西や南に行くほど多くなるほか、九州や四国太平洋側では2カ月間の雨量の半分以上がたった4-5日間の日降水量50mm以上の日にまとまって降っている。梅雨期の総雨量自体も、日本本土では西や南に行くほど多くなる。

## 梅雨の原因論
簡易に説明すると梅雨の原因は次の通り。季節変化に伴うモンスーンによる暖かく湿った空気の流入と、この時期上空の偏西風に生じている気圧の谷の作用で、雨の多い領域が生じる。これが季節の進行に応じて移動していき、各地では40日程度の雨期として現れる。
夏へと向かう季節、ユーラシア大陸では加熱が強まって熱的低気圧が形成され、北太平洋上には反対に太平洋高気圧が形成される。大陸-海洋間の温度差が拡大するのに従って、日本付近では東西の気圧差が大きくなり、低緯度のアジア・モンスーン地域から暖湿流が流れ込むようになる。一方で、平均標高が約5,000 mあるチベット高原の地形の効果が偏西風帯に影響を与えるなどして、この時期日本付近には弱い気圧の谷が準定常的に存在する。気圧の谷に向かって暖湿流が流れ込む状況下で、準定常的に降水帯・前線帯が形成され、これが梅雨をもたらす。
そして、大陸-海洋間の温度差は初夏から盛夏期にかけて逆に縮小するようになる。日本付近では東西の気圧差が小さくなり、暖湿流の流れ込みが弱まる。偏西風帯もこの時期北上するので、梅雨明けに至る。
また梅雨期、特に東日本付近では梅雨前線の北側にオホーツク海高気圧が形成され、冷涼な空気が流れ込むことがある。
梅雨の原因論として、かつてはオホーツク海高気圧の影響が重視されてきた。研究の進展により、オホーツク海高気圧はしばしば同時期に発生する現象であるに過ぎず、梅雨前線の活動への影響は考えられていたよりも小さいことが判明し、原因論は修正されている。
太平洋高気圧を構成する小笠原高気圧、オホーツク海高気圧を構成するオホーツク海気団など、気団のせめぎあいを用いて説明する気団論もみられたが、気団論自体が気象の説明にあまり用いられなくなっている。

## 梅雨前線の性質
梅雨期、東アジアには天気図に東西に伸びる停滞前線である梅雨前線（ばいうぜんせん）が描かれる。梅雨前線は中国大陸から日本列島付近に伸び、南北に振動しながら（短期的には南北に動きながら）、日本付近では沖縄から東北へと次第に北上していく。
前線は、温度や密度の違う2つの空気がぶつかる所に発生する。一般的に温度の差が大きい所に前線ができると認識されることが多く、梅雨前線もその性質はもつが、前線の南北の温度差は小さい場合がある。気象学的には密度差の大きい所も前線であり、梅雨前線においては、南北の温度差（温度傾度）は小さいが水蒸気量の差（水蒸気傾度）が大きくなる場合も考慮して前線が描かれる。
水蒸気傾度が大きな領域は、南西から流入してくる湿った季節風によってでき、梅雨の末期にできることが多い。
また、一時的に温暖前線や寒冷前線として描かれることもある。
上空に寒気や乾燥した空気が流入したり、変動している気流のパターンが地表付近に暖かく湿った空気（暖湿流）を流入させるパターンになったりすると、梅雨前線帯で対流活動が活発化し、積乱雲が集団をなして、時に豪雨となる。天気予報ではよく「前線の活動が活発化して」と表現されるものの、実態としては大気下層が湿った300 km程度の幅を持つ「梅雨前線帯」であり、天気図上に示される梅雨前線上より、むしろ梅雨前線から南に100 - 300 km離れた領域で豪雨が起こりやすい。

### 梅雨前線帯の北上と連動する諸現象
例年、華南や南西諸島付近では5月上旬頃に、準定常的な雲帯が発生、すなわち形成初期の梅雨前線が現れるようになる。そして、華南や南西諸島は5月半ばから下旬に梅雨入りする。5月中旬ごろには、華南や南西諸島の梅雨前線帯に積乱雲群が現れる頻度が高くなる。これはインドシナ半島の雨期の開始と同時期で、連動しているとも考えられている。
6月上旬から下旬ごろになると、梅雨前線は北上して本州南岸付近に停滞するようになり、日本の多くの地域や華中が梅雨入りする。北上の前、5月の終わりには中国内陸部で昇温があり、華南付近にある梅雨前線帯の南北温度傾度が急激に小さくなる現象が起こる。これによって、一帯では梅雨前線が水蒸気傾度の大きな前線へと変化する。
次に、6月下旬から7月上旬ごろには、北上した梅雨前線は本州付近に停滞する。この頃には、本州付近は蒸し暑さを感じる天候となり、時々集中豪雨も起こるようになる。6月中旬ごろ、ユーラシア大陸では南アジアからチベット高原にかけて加熱による巨大な熱的低気圧が持続するようになり、大陸の低圧部に向かって季節風が吹き込む夏のモンスーン循環が確立される。これに連動して、中国大陸や西日本では梅雨前線へと収束する南風が強まり、前線が北上する。なお、同時期に南アジアでは突如として始まる雨期（モンスーンのオンセット）がインドへと北上し、同じモンスーン循環確立に連動するものである点が注目される。
7月中旬から下旬ごろになると、梅雨前線は北日本へと北上し、九州から関東は梅雨明けとなる一方、東北で本格的な梅雨に入る。7月下旬ごろには、日本列島付近は太平洋高気圧に覆われやすくなる。この変化や梅雨前線の北上と、フィリピン東方から小笠原諸島南東の海上で対流活動が強まる現象（対流ジャンプ）の発生は連動していることが知られている。
フィリピン東方海上における対流ジャンプは、次のような機構をもつ。本州付近への梅雨前線北上に伴い形成される小笠原高気圧の循環が、より大きな太平洋高気圧による東寄りの貿易風をフィリピン東方海上で打ち消す。すると、この付近で海から大気への蒸発熱が減少し、水温が上昇、数週間後には対流活動が活発化する。
その後盛夏期を経て、日本列島付近では9月中旬から下旬前後、再び前線が停滞しやすくなる秋雨の時期に入ることとなる。

## 梅雨入り・梅雨明けの発表
日本では各地の気象台・気象庁が、数個の都府県をまとめた地域ごとに毎年梅雨入り・梅雨明けの発表をする（北海道を除く）。まず、梅雨入り・梅雨明けしたと思われるその日（休日の場合は、以降最初の平日）に「速報値」として発表が行われ、その発表に従って「梅雨入りしたとみられる」・「梅雨明けしたとみられる」と報道される。その後、5月から8月の天候経過を総合的に検討し、毎年9月に最終的な梅雨の時期を「確定値」として発表する。その際、速報値での梅雨入り・梅雨明けの期日の修正が行われたり、最終的に「特定せず」という表現になることもある。よって、例えば速報値である梅雨明けの発表後に雨が続き、9月の見直しで変更されることがある。
気象庁の使う予報用語では梅雨は「晩春から夏にかけて雨や曇りの日が多く現れる現象、またはその期間」と解説されているが、各気象台が行う梅雨入り・梅雨明けの特定作業では主に、1週間後までの中期予報とそれまでの天候の推移から、晴れが比較的多い初夏から曇りや雨の多い梅雨へと変わる「境目」を推定する。管轄地域で曇りや雨が今後数日以上続くと推定されるときにその初日を梅雨入りとし、晴れが今後数日以上続くときに梅雨明けとする。
中期予報の根拠になるのは、誤差が比較的少ないジェット気流などの上空の大気の流れ（亜熱帯ジェット気流と梅雨前線の位置関係は対応がよい）の予想などである。ただ、この中期予報自体が外れると、発表通りにいかず晴れたりする。梅雨入りや梅雨明けの発表は、確定したことを発表するのではなく、気象庁によれば「予報的な要素を含んでいる」ので、外れる場合もある。
日本の気象庁が梅雨入り・梅雨明けの情報提供を始めたのは1955年ごろとされ、「お知らせ」として報道機関に連絡していた。気象情報として発表を始めたのは1986年になってからである。
2022年9月1日､気象庁は天候経過を事後的に検証し、7月半ばの天候不順を梅雨に含めるべきだと判断したため、関東甲信地方の梅雨明けの時期について、1951年の統計開始以降で最も早い6月27日頃としていた当初発表から、平年より4日遅い7月23日頃に修正した。九州南部・北部、中国、四国、近畿、東海も同様に、記録的に早い梅雨明けを6月下旬に発表していたが、いずれも平年より数日遅い7月下旬へ修正した。北陸、東北南部も同様に、記録的に早い梅雨明けを6月下旬に発表し、東北北部は7月26日頃に発表していたが、いずれも特定できないとなった。
気象庁自身や報道機関は、梅雨入りや梅雨明けを発表することについて、次のような理由や効果を挙げている。まず、梅雨期は大雨による水害・土砂災害、長雨による災害が発生しやすい。梅雨入りを契機に、災害への備えや点検をして災害を防止したり、防災意識を高めたりする役割が期待される。一方、曇天や雨天が増えることで生活など多方面に影響を与えたり、盛夏期に必要な水資源を蓄える重要な時期であったりし、社会的にも関心が高いという点も挙げられる。
また、「梅雨」という一種の季節の開始・終了を知らせることで、春一番、木枯らし、初雪などの発表と同様、季節感を明確にする意義もある。

### 梅雨入りの特定なしの年
年によっては梅雨入りの時期が特定できなかったり、あるいは発表がされないこともある。小暑を迎えて2日目以降もまだ梅雨に入らない場合は梅雨入りを発表（特定）しないことが、2004年に定められた。また7月31日の時点でもまだ梅雨入りがなされていない場合は、梅雨入りそのものが存在しなかったとの発表となる（扱いは梅雨入り特定なしと同じ）。
梅雨前線が北上したまま小暑を過ぎるもので、小暑以降の梅雨明けとも称される。梅雨入りがない場合は「はっきりと梅雨の天気が現れないまま梅雨から夏空へと移行する」と考える。
梅雨入りの特定ができなかったのは、1963年の四国地方・近畿地方が唯一の事例である。なお、2024年時点では、梅雨入りそのものがなかった事例は、統計開始以来まだ皆無である。
太平洋高気圧の勢力が強いために梅雨前線が四国地方、中国地方、近畿地方、北陸地方から北上して進みそのまま夏空に突入し、南の高気圧となって次第に南下していくパターンがほとんどである（小暑を境にして、小暑以降はそのまま梅雨明けになる）。この場合でも、四国地方、中国地方、近畿地方、北陸地方では高温や晴天がやや多くなるものの、概ね晴天が続く「夏」が訪れている。このことから、年によっては、近畿地方における（本当の）夏は北陸地方よりも長いとされている。

### 梅雨明けの特定なしの年
年によっては梅雨明けの時期が特定できなかったり、あるいは発表がされないこともある。立秋を迎えて2日目以降にもまだ梅雨が明けない場合は梅雨明けを発表（特定）しないことが、2004年に定められた。また8月31日の時点でもまだ梅雨明けしない場合は、梅雨明けそのものが存在しなかったとの発表となる（扱いは梅雨明け特定なしと同じ）。
立秋の時期はちょうど、例年梅雨前線がもっとも北に達するころであり、これ以降はどちらかといえば秋雨の時期に入る。この場合でも翌年には通常通り「梅雨入り」を迎えるが、「梅雨明けがないまま一年を越して重畳的にまた梅雨入りとなる」わけではない。つまり、梅雨明けがない場合は「はっきりと夏の天気が現れないまま梅雨から秋雨へと移行する」と考える。
梅雨明け特定なしは何度かあるが、梅雨明けそのものがなかったのは、現時点では唯一、1993年だけである。1993年の記録的長雨では、沖縄と北海道以外での梅雨が、8月も月末まで梅雨となり（8月の梅雨は度々発生する青森・岩手・秋田の北東北3県を除き観測史上では極めて稀である）、3か月近くにわたって梅雨が続いた状態であった（9月中旬にようやく沈静化）ため、梅雨明けそのものがなかった。また、関東以西では8月下旬になって一時的に太平洋高気圧が強まりようやく平年並みの暑さになったものの、月末になると大陸から寒気が南下し秋の訪れも早かった。
東北地方、北陸地方ではこのパターンが数年に一度の割合で起こる。これは、オホーツク海高気圧の勢力が強いために梅雨前線が東北地方から北上できずにそのまま秋に突入し、秋雨前線となって次第に南下していくパターン、または梅雨前線が本州から完全に消滅した場合であっても曇りや雨の日が多く、大気の状態が安定しない天候が続くパターンがほとんどである（立秋を境にして、立秋以降の長雨を秋雨とする）。この場合でも、北の北海道では低温や曇天がやや多くなるものの、概ね晴天が続く「夏」が訪れている。このことから、年によっては、東北地方における（本当の）夏は北海道よりも短いとされている。

## 各地の梅雨

### 日本
| 地方                                           | 梅雨入り | 梅雨明け | 日数（注1） |
| ---------------------------------------------- | -------- | -------- | ----------- |
| 北海道                                         | –        | –        | –           |
| 東北北部                                       | 6月15日  | 7月28日  | 44日        |
| 東北南部                                       | 6月12日  | 7月24日  | 43日        |
| 北陸                                           | 6月11日  | 7月23日  | 43日        |
| 関東甲信                                       | 6月07日  | 7月19日  | 43日        |
| 東海                                           | 6月06日  | 7月19日  | 44日        |
| 近畿                                           | 6月06日  | 7月19日  | 44日        |
| 中国                                           | 6月06日  | 7月19日  | 44日        |
| 四国                                           | 6月05日  | 7月17日  | 43日        |
| 九州北部                                       | 6月04日  | 7月19日  | 46日        |
| 九州南部                                       | 5月30日  | 7月15日  | 47日        |
| 奄美                                           | 5月12日  | 6月29日  | 49日        |
| 沖縄                                           | 5月10日  | 6月21日  | 43日        |
| 出典 注1：梅雨入りの日と梅雨明けの日を含む日数 |          |          |             |

| 地方 | 梅雨入り | 梅雨明け | 日数（注2） |
| --- | -------- | -------- | ----------- |
| 北海道                                                                                                   | –        | –        | –           |
| 東北北部                                                                                                 | 6月14日  | 7月26日  | 42.6日      |
| 東北南部                                                                                                 | 6月11日  | 7月22日  | 42.1日      |
| 北陸 | 6月11日  | 7月22日  | 41.6日      |
| 関東甲信                                                                                                 | 6月08日  | 7月19日  | 41.8日      |
| 東海 | 6月08日  | 7月18日  | 41.5日      |
| 近畿 | 6月07日  | 7月18日  | 42.5日      |
| 中国 | 6月06日  | 7月18日  | 42.9日      |
| 四国 | 6月04日  | 7月17日  | 43.0日      |
| 九州北部                                                                                                 | 6月05日  | 7月18日  | 43.9日      |
| 九州南部                                                                                                 | 5月31日  | 7月14日  | 45.6日      |
| 奄美 | 5月11日  | 6月28日  | 48.9日      |
| 沖縄 | 5月10日  | 6月21日  | 43.6日      |
| 気象庁のデータを基に算出 注1：特定できなかった年を除外した平均 注2：梅雨入りの日と梅雨明けの日を含む日数 |          |          |             |

| 地点名                                                                                            | 梅雨入り | 梅雨入り | 梅雨明け | 梅雨明け | 降水量の平年比(注1) | 降水量の平年比(注1) | 特定なしの回数 | 特定なしの回数 |
| 地点名                                                                                            | 最早値   | 最晩値   | 最早値   | 最晩値   | 最少                | 最多                | 入り           | 明け           |
| ------------------------------------------------------------------------------------------------- | -------- | -------- | -------- | -------- | ------------------- | ------------------- | -------------- | -------------- |
| 北海道                                                                                            | -        | -        | -        | -        | -                   | -                   | -              | -              |
| 東北北部                                                                                          | 6月02日  | 7月03日  | 7月08日  | 8月14日  | 30%                 | 169%                | 0回            | 8回            |
| 東北南部                                                                                          | 6月01日  | 6月30日  | 7月05日  | 8月09日  | 41%                 | 153%                | 0回            | 6回            |
| 北陸                                                                                              | 5月22日  | 6月28日  | 7月02日  | 8月14日  | 36%                 | 176%                | 0回            | 4回            |
| 関東甲信                                                                                          | 5月06日  | 6月22日  | 6月29日  | 8月04日  | 50%                 | 174%                | 0回            | 1回            |
| 東海                                                                                              | 5月04日  | 6月28日  | 6月22日  | 8月03日  | 50%                 | 193%                | 0回            | 1回            |
| 近畿                                                                                              | 5月22日  | 6月27日  | 7月03日  | 8月03日  | 40%                 | 184%                | 1回            | 1回            |
| 中国                                                                                              | 5月08日  | 6月26日  | 7月03日  | 8月03日  | 38%                 | 195%                | 0回            | 2回            |
| 四国                                                                                              | 5月12日  | 6月26日  | 7月01日  | 8月02日  | 56 %                | 187%                | 1回            | 1回            |
| 九州北部                                                                                          | 5月11日  | 6月26日  | 7月01日  | 8月04日  | 31%                 | 192%                | 0回            | 1回            |
| 九州南部                                                                                          | 5月01日  | 6月21日  | 6月24日  | 8月08日  | 33%                 | 182%                | 0回            | 1回            |
| 奄美                                                                                              | 4月25日  | 5月28日  | 6月10日  | 7月20日  | 32%                 | 185%                | 0回            | 0回            |
| 沖縄                                                                                              | 4月20日  | 6月04日  | 6月08日  | 7月10日  | 34%                 | 214%                | 0回            | 0回            |
| 出典 注1：気象台・測候所等の地域平均。沖縄と奄美は5・6月、それ以外は6・7月。1991年 - 2020年平均。 |          |          |          |          |                     |                     |                |                |

#### 沖縄から東北
南の地域ほど梅雨の到来は早く、気象庁が発表する梅雨入り・梅雨明けをもとにした梅雨の期間は、南西諸島（沖縄・奄美）では5月中旬から6月中旬ごろ、九州から関東では6月上旬から7月中旬ごろ、東北・北陸では6月中旬から7月下旬ごろとなるのが平均的である。
梅雨の期間はどの地方でも40日から50日前後と大差はないが、期間中の降水量は大きく異なる。本土では西や南に行くほど多くなり、東北よりも関東・東海・近畿、関東・東海・近畿よりも九州北部、九州北部よりも九州南部の方が多い。一方南西諸島では、石垣島や那覇よりも名瀬の方が期間降水量は多く、総合的に日本付近の梅雨期の雨量は九州南部が最も多い。
梅雨期間の終了発表のことを俗に梅雨明け宣言という。基本的に、梅雨前線の北上に伴って南から北へ順番に梅雨明けを迎えるが、必ずしもそのようにならない場合もある。前線が一部地域に残存してしまうような場合には、より北の地方の方が先に梅雨明けになる場合もある。過去に、先に梅雨入りした中国地方より後に梅雨入りした北陸地方が先に梅雨明けしたり、関東地方の梅雨明けが西日本より大幅に遅れたりした例がある。
梅雨の末期には、太平洋高気圧の勢力が強くなって等圧線の間隔が込むことで高気圧のへりを回る「辺縁流」が強化され、暖湿流が入りやすくなるため豪雨となりやすい。逆に梅雨明け後から8月上旬くらいまでは「梅雨明け十日」といって天候が安定することが多く、猛暑に見舞われることもある。
また過去には、一部の地方で立秋を過ぎても梅雨が明けずはっきりと盛夏の天気が到来しないまま秋に移行したパターンが数回あり、また、極稀に一部の地方で小暑を過ぎてもはっきりと梅雨の曇天が到来しないまま盛夏に移行したパターンが1回ある。

#### 北海道
実際の気象としては北海道にも道南を中心に梅雨前線がかかることはあるが、平均的な気象として、つまり気候学的には北海道に梅雨はないとされている。
実は、1960年代後半ごろまで北海道でも梅雨入り・明けの発表が行われていた。当時の平年値は梅雨入りが6月23日・梅雨明けが7月25日であった（基準統一前の日付であることに留意）。1970年（昭和45年）に気象庁は梅雨の定義を統一し過去の梅雨入り・明けも遡って決定したが、このとき、北海道については梅雨がはっきりしないことから梅雨入り・明けを定めないことになった。「蝦夷梅雨」（えぞつゆ）の俗称が登場したのはこれ以降とされる。梅雨前線が北海道に到達する梅雨末期は勢力が衰え、北上する速度が速まることが背景にある。
北海道の中でも南西部太平洋側（渡島・胆振・日高）では本州の梅雨末期に大雨が降る事がある。また、北海道の広い範囲でこの時期は低温や日照不足が起こりやすいほか、釧路など東部で海霧の日数が多くなるのも、東北や関東・甲信越の梅雨と同じくオホーツク海高気圧の影響を受けている。特に、5月下旬から6月上旬を中心として見られる一時的な低温は、北海道ではリラ（ライラック）の花が咲く時期であることから俗に「リラ冷え」とも呼ぶ。また、このようにぐずついた肌寒い天気が、年によっては2週間程度、本州の梅雨と同じ時期に続くことがあり、「蝦夷梅雨」と呼ばれることは少なくない。
1990年代以降より、北海道では限りなく梅雨に近い天候が現れる年が次第に増加している。梅雨の特徴のひとつである日照の顕著な減少を指標とした研究では、本州以南で毎年みられるような「メリハリ」のある日照変化が札幌では1960年代 - 1980年代に約4年に1回だったが、1990年代以降は約2年に1回になり頻度が増している。レジームシフトに伴う気候変動で北海道でも梅雨が発生するようになるのではないかという議論はあるが、気候モデルの梅雨前線帯に対応する亜熱帯ジェットが現在より南に偏るとする予測はこれに反している。梅雨らしい天候は主にラニーニャの発生時にみられ、毎年ではない。頻度増加の原因にはPDO指数の負偏移などが指摘されている。

#### 小笠原諸島
小笠原諸島が春から夏への遷移期にあたる5月には、気団同士の中心が離れているため前線が形成されず、雨が長続きしない。そして初夏を迎える6月頃より太平洋高気圧の圏内に入ってその後ずっと覆われるため、こちらも梅雨がない。

### 中国
中国中部・南部でも梅雨がみられる。中国では各都市の気象台が、梅雨入りと梅雨明けの発表をしている。ある研究では、1971年 - 2000年の各都市の梅雨入り・梅雨明けの平均値で、長江下流域の梅雨入りは6月14日、梅雨明けは7月10日、淮河流域の梅雨入りは6月18日、梅雨明けは7月11日となっている。
目安として、華南では5月中旬ごろに梅雨前線による長雨が始まり6月下旬ごろに終わる。時間とともにだんだんと長雨の地域は北に移り、6月中旬ごろから7月上旬ごろに華東（長江中下流域）、6月下旬ごろから7月下旬ごろに華北の一部が長雨の時期となる。長雨はそれぞれ1か月ほど続く。

### 朝鮮半島
朝鮮半島では6月下旬ごろから7月下旬ごろに長雨の時期となり、1か月ほど続く。北にいくほど長雨ははっきりしないものになる。
| 地域                                                        | 梅雨入り | 梅雨明け | 日数   | 降水量   |
| ----------------------------------------------------------- | -------- | -------- | ------ | -------- |
| 中部地方                                                    | 6月25日  | 7月26日  | 31.5日 | 378.3 mm |
| 南部地方                                                    | 6月23日  | 7月24日  | 31.4日 | 341.1 mm |
| 済州道                                                      | 6月19日  | 7月20日  | 32.4日 | 348.7 mm |
| 出典 注1：1973年 - 2021年の平均。降水量は各地点の地域平均。 |          |          |        |          |

## 梅雨期の天候と変動

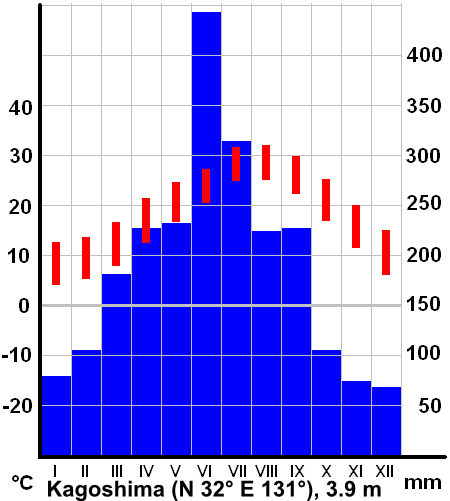
九州南部に位置する鹿児島市の雨温図。梅雨にあたる6・7月の雨量が突出して多い。またこの時期、気温の上下幅がやや縮小している。

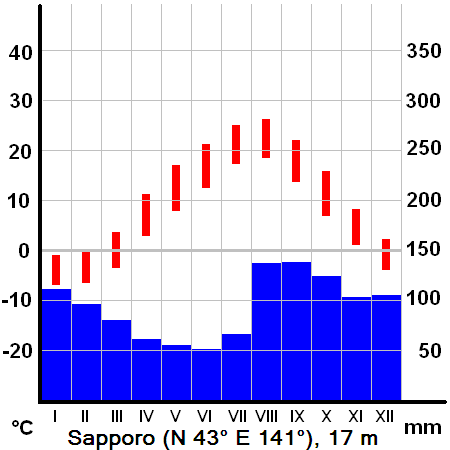
梅雨がないとされる、北海道に位置する札幌市の雨温図。6・7月の雨量は少なく、秋雨にあたる8・9月の雨量が多い。

梅雨入り前の5 - 6月ごろ、日本の南岸に前線が一時的に停滞し、数日間程度梅雨に似た天候がみられることがある。これを走り梅雨（はしりづゆ）、梅雨の走り（つゆのはしり）、あるいは迎え梅雨（むかえづゆ）と呼ぶ。
梅雨入り当初は比較的しとしととした雨が連続することが多い。梅雨の半ばには一旦天気が回復する期間が出現することがある。この期間のことを梅雨の中休み（つゆのなかやすみ）という。
梅雨の時期、特に、長雨の場合は、日照時間が短いため、気温の上下（最高気温と最低気温の差、日較差）が小さく、肌寒く感じることがある。この寒さや天候を梅雨寒（つゆざむ）または梅雨冷（つゆびえ）と呼ぶ。一方、梅雨期間中の晴れ間は梅雨晴れ（つゆばれ）または梅雨の晴れ間と呼ばれ、特に、気温が高く、湿度も高い。そのため、梅雨晴れの日は不快指数が高くなり過ごしにくく、熱中症が起こりやすい傾向にある。
梅雨末期には降雨量が多くなることが多く、ときとして集中豪雨になることがある。中国地方および九州の東シナ海側ではこれが顕著で、特に熊本県・宮崎県・鹿児島県の九州山地山沿いでは十数年に1回程度の割合で短期間に1000mm程度の大雨が降ることがある。逆に、関東や東北など東日本および徳島県南部・高知県と大分県佐伯市・宮崎県では梅雨の時期よりも台風と重なる秋雨の時期のほうが雨量が多い。
梅雨末期の雨を荒梅雨（あらづゆ）あるいは暴れ梅雨（あばれづゆ）とも呼ぶ。また、梅雨の末期には雷をともなった雨が降ることが多く、これを送り梅雨（おくりづゆ）と呼ぶ。また、梅雨明けした後も、雨が続いたり、いったん晴れた後また雨が降ったりすることがある。これを帰り梅雨（かえりづゆ、返り梅雨とも書く）または戻り梅雨（もどりづゆ）と呼ぶ。これらの表現は近年ではあまり使われなくなってきている。
ちなみに、梅雨初期は雨が弱いと認識されがちだが、これはあくまで末期との比較でしかなく、実際は初期も十分雨は強い。
梅雨明けが遅れた年は冷夏となる場合も多く、冷害が発生しやすい傾向にある。概ねオホーツク海高気圧の勢力が強く気温の低い年に多いが、なかには6月から7月初めにかけて一時的に太平洋高気圧が強まり猛暑となった後にぐずついた天気が続いて結果として梅雨明けが遅くなる年もある。
梅雨は日本の季節の中でも高温と高湿が共に顕著な時期であり、カビや食中毒の原因となる細菌・ウイルスの繁殖が進みやすいことから、これらに注意が必要な季節とされている。

### 空梅雨
梅雨の期間中ほとんど雨が降らない場合がある。このような梅雨のことを空梅雨（からつゆ）という。空梅雨の場合、夏季に使用する水（特に稲作に必要な農業用水）が確保できなくなり、渇水を引き起こすことが多く、特に青森、岩手、秋田の北東北地方においては晴冷型（気温は低いものの降水量が少ない）の空梅雨になる確率がかなり高く、また、秋季〜冬季の降水量・降雪量が少ない北部九州や瀬戸内地方などでは、空梅雨の後、台風などによるまとまった雨がない場合、渇水が1年以上続くこともある。

### 陰性・陽性
あまり強くない雨が長く続くような梅雨を陰性の梅雨、雨が降るときは短期間に大量に降り、降らないときはすっきりと晴れるような梅雨を陽性の梅雨と表現することもある。陰性の梅雨を女梅雨（おんなづゆ）、陽性の梅雨を男梅雨（おとこづゆ）とも呼ぶこともあり、俳句では季語として使われる場合がある。
傾向として、陰性の場合は、オホーツク海高気圧の勢力が強いことが多く、陽性の場合は、太平洋高気圧の勢力が強いことが多いが、偏西風の流路や、北極振動・南方振動（ENSO、エルニーニョ・ラニーニャ）なども関係している。また、地域的には東北地方・関東地方では陰性が多く、西日本や南西諸島では陽性が多いという傾向がある。

### 台風との関連
台風や熱帯低気圧は地上付近では周囲から空気を吸い上げる一方、上空数千m-1万mの対流圏上層では吸い上げた空気を湿らせて周囲に大量に放出している。そのため、梅雨前線の近くに台風や熱帯低気圧が接近または上陸すると、水蒸気をどんどん供給された梅雨前線が活発化して豪雨となる。また、梅雨前線が、勢力が弱まった台風や温帯低気圧とともに北上して一気に梅雨が明けることがある。

### 梅雨の豪雨パターン
梅雨の時期の大雨や豪雨の事例をみていくと、気圧配置や気象状況にある程度のパターンがあるといわれている。日本海側で豪雨になりやすいのが日本海南部、あるいは朝鮮半島に停滞する梅雨前線付近を低気圧が東に進むパターンで、低気圧に向かって南西から湿った空気が流れ込み、その空気が山脈にぶつかって局地的な豪雨となりやすい。
太平洋側で豪雨になりやすいのが、梅雨前線が長期的に停滞するパターンや、太平洋側付近に梅雨前線、西側に低気圧がそれぞれ停滞するパターンであり、南 - 南東から湿った空気が流れ込み、同じようにその空気が山脈にぶつかって局地的な豪雨となりやすい。
このほか、梅雨前線沿いにクラウドクラスター（楕円形の雲群をつくる降水セルの一種）と呼ばれる積乱雲の親雲が東進すると、豪雨となりやすいことが知られている。上空の大気が乾燥している中国大陸や東シナ海で形成され、日本方面へやってくることが多い。

### 海洋変動との関連
統計的にみて、赤道付近の太平洋中部-東部にかけて海水温が上昇・西部で低下するエルニーニョ現象が発生したときは、日本各地で梅雨入り・梅雨明け共に遅くなる傾向にあり、降水量は平年並み、日照時間は多めとなる傾向にある。また、同じく中部-東部で海水温が低下・西部で上昇するラニーニャ現象が発生したときは、沖縄で梅雨入りが遅めになるのを除き、日本の一部で梅雨入り・梅雨明けともに早くなる傾向にあり、降水量は一部を除き多め、日照時間はやや少なめとなる傾向にある。

### 梅雨前線によってもたらされた災害

#### 日本
| 災害名                        | 期日                     | 被災地域                                               |
| ----------------------------- | ------------------------ | ------------------------------------------------------ |
| 阪神大水害                    | 1938年7月3日 - 5日       | 神戸市                                                 |
| 昭和28年西日本水害            | 1953年6月25日 - 29日     | 九州地方北部                                           |
| 南紀豪雨                      | 1953年7月16日 - 25日     | 和歌山県                                               |
| 諫早豪雨                      | 1957年7月25日 - 28日     | 長崎県、佐賀県、熊本県                                 |
| 昭和36年梅雨前線豪雨          | 1961年6月24日 - 7月5日   | 東海、北陸、信越、近畿地方、九州、中国地方の一部       |
| 昭和39年7月山陰北陸豪雨       | 1964年7月17日 - 20日     | 山陰地方、石川県、富山県                               |
| 昭和42年7月豪雨               | 1967年7月8日 – 9日       | 長崎県、瀬戸内海沿岸                                   |
| 昭和47年7月豪雨               | 1972年7月3日 - 15日      | 北海道と東北、四国地方の一部を除く全国                 |
| 七夕豪雨                      | 1974年7月7日 - 8日       | 東海地方、瀬戸内海沿岸                                 |
| 昭和57年7月豪雨（長崎大水害） | 1982年7月23日 - 25日     | 長崎県、熊本県、山口県、佐賀県、大分県                 |
| 昭和58年7月豪雨               | 1983年7月20日 - 29日     | 島根県、東北、北陸地方                                 |
| 7.11水害                      | 1995年7月11日 - 12日     | 新潟県、長野県、富山県                                 |
| 6.29豪雨災害                  | 1999年6月23日 - 7月3日   | 福岡市中心部で浸水、広島県で土砂災害                   |
| 平成15年7月豪雨               | 2003年7月8日 - 17日      | 九州地方、山陰地方、北陸地方                           |
| 平成15年7月豪雨               | 2003年7月下旬            | 九州地方、熊本県水俣市で土石流                         |
| 平成16年7月新潟・福島豪雨     | 2004年7月12日 - 14日     | 新潟県、福島県                                         |
| 平成16年7月福井豪雨           | 2004年7月17日 - 18日     | 福井県、岐阜県                                         |
| 平成18年7月豪雨               | 2006年7月15日 - 24日     | 九州地方、山陰地方、北陸地方、長野県                   |
| 平成21年7月中国・九州北部豪雨 | 2009年7月19日 - 26日     | 九州地方北部、中国地方西部                             |
| 平成23年7月新潟・福島豪雨     | 2011年7月26日 - 30日     | 新潟県、福島県                                         |
| 平成24年梅雨前線豪雨          | 2012年7月3日、12日、13日 | 大分県、福岡県、熊本県                                 |
| 平成24年7月九州北部豪雨       | 2012年7月11日 - 14日     | 九州地方北部（熊本県、大分県、福岡県）                 |
| 平成29年7月九州北部豪雨       | 2017年6月30日 - 7月10日  | 九州地方北部（福岡県、大分県）                         |
| 平成30年7月豪雨               | 2018年7月5日 - 7日       | 九州地方、中国地方、四国地方、近畿地方、北海道地方など |
| 令和2年7月豪雨                | 2020年7月3日 - 31日      | 九州地方、中国地方、四国地方、近畿地方など             |

#### 梅雨の気象記録
- 最大1時間降水量
  - 153.0mm - 長崎県長浦岳（1982年7月23日、日本の全観測点の観測史上2位）
  - 150.0mm - 熊本県甲佐（2016年6月21日）
  - 129.5mm - 福岡県朝倉（2017年7月5日）
  - 129.0mm - 静岡県土肥（2003年7月4日）
  - 127.5mm - 長崎県長崎（1982年7月23日）
  - 127.0mm - 鹿児島県枕崎（2000年6月25日）
- 最大年間降水量
  - 8670.0mm - 宮崎県えびの（1993年、日本の全観測点の観測史上1位） - この年は、5月17日に梅雨入り、平年であれば7月中旬ないし下旬に梅雨明けとなるところ、8月に入っても梅雨が続いたどころか、盆を過ぎた8月31日になってもまだ梅雨が明けなかったため、梅雨明けは「特定せず」となり、梅雨期間中の5月に122mm、6月に2,242mm、7月に2,299mm、8月に1,717mmの雨が降った（梅雨入りから8月末までに平年の年間降水量を超える雨が降った。平年の年間降水量は4,582.2mm）。

## 梅雨に関連する文化

### 植物
- ツユクサ（梅雨草）
- ツユアオイ（梅雨葵）
- アジサイ - 梅雨の時期に咲く代表的な花。梅雨を表現する際に出てくることが多い。

### 楽曲
- 雨（作詞：北原白秋、作曲：弘田龍太郎）
- 雨ふり（作詞：北原白秋、作曲：中山晋平）
- 雨降りお月さん（作詞：野口雨情、作曲：中山晋平）
- 雨降り熊の子
- てるてる坊主（作詞：浅原六朗、作曲：中山晋平）
- かたつむり（唱歌）
- 五月雨（作詞・作曲・歌：大瀧詠一）

### 俳句
- 五月雨を 集めて早し 最上川（松尾芭蕉）
- 五月雨や 大河を前に 家二軒（与謝蕪村）

### 辞世の句
- 五月雨は 露か涙か 不如帰 わが名をあげよ 雲の上まで（足利義輝）

## 類似の気象現象

### 菜種梅雨

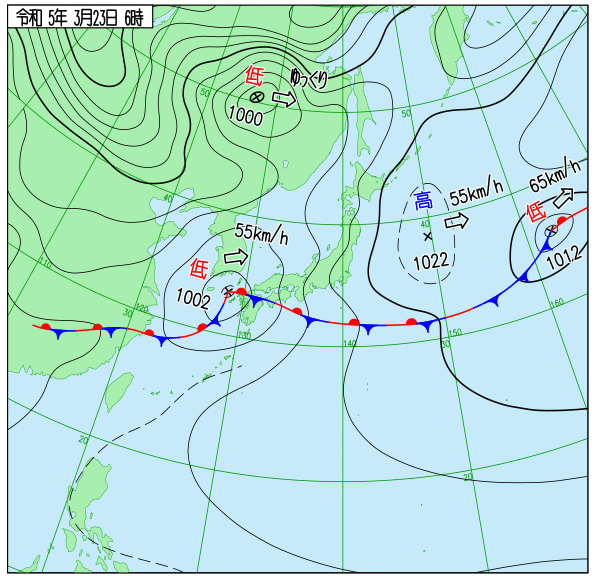
菜種梅雨の天気図

おもに3月後半から4月前半頃の連日降りつづく寒々とした降雨を、菜の花が咲く頃に降るため「菜種梅雨（なたねづゆ）」という。梅雨のように何日も降り続いたり、集中豪雨をみたりすることは少ないが、やはり、曇りや雨の日が多く、すっきりしない天気が何日も続くことが多い。
また、「春の長雨」や「春霖（しゅんりん）」、「催花雨（さいかう）」とも言う。「催花雨」は、桜をはじめいろいろな花を催す（咲かせる）雨という意味である。「春雨（はるさめ）」も、この頃の雨を指して言う場合が多く、月形半平太の名台詞「春雨じゃ、濡（ぬ）れてゆこう」も、草木の芽を張らせ花を咲かせる柔らかい春の雨だからこそ、粋（いき）に聞こえる。
なお、NHKで「菜種梅雨」を言うときには、必ず説明を付けるようにしている。
冬の間、本州付近を支配していた大陸高気圧の張り出しや、移動性高気圧の通り道が北に偏り、一方で、その北方高気圧の張り出しの南縁辺に沿って、冷湿な北東気流（やませ）が吹いたり、本州南岸沿いに前線が停滞しやすくなるために生じる。そのときには南岸に小低気圧が頻繁に発生しやすくなるのもまた特色である。そのため、西 - 東日本太平洋沿岸部にかけていう場合が多く、北日本にはこの現象はみられない。近年は、暖冬傾向および、温暖化の影響もあり、菜種梅雨が冬に繰り上がるきらいがあり、気候の変動が懸念される面もある。
また、菜種梅雨は梅雨のようにずっと続くということはなく、期間は一日中あるいは数日程度のことがほとんどである。
例としては、1990年2月は月の後半を中心に曇雨天続きで、東京での同・月間日照時間は僅か81時間しかならず、大暖冬を象徴するかのようだった。また、1985年には3月は月全体を通して関東以西の太平洋側地方では冷たい雨の連続で、東京では同年月での快晴日数は0（梅雨期である6、7月を除いては初のワースト記録）、日本気象協会発行の天気図日記では「暗い3月」と評される程であった。その他、1986年、1988年、1991年、1992年、1995年、1999年と3月が比較的長いこと曇雨天が持続した影響で、月間日照時間は北日本を除いてかなり少なかったため、20世紀末にかけての3月は、「菜の花の上にお日様無し」、「行楽受難・鬼門の月」、「花見には 傘など雨具が 必需品」、「卒業式、終業式、離任式はいつも雨」などと不名誉なレッテルが貼られたこともあった。その他、2002年、2006年には2月おわりから3月初めにかけて、南岸前線が停滞したり、朝晩中心に雨の降りやすいすっきりしない空が続いて、お天気キャスターの一部では「菜種梅雨の走り?」と評されたりもした。

### 走り梅雨
おもに5月下旬から梅雨の先駆けのように雨が降り続く状態をいう。ちょうど、その時期が卯の花が咲く頃にあたり、卯の花を腐らせるような雨ということから、「卯の花腐し（うのはなくたし）」と呼ぶことがある。「たけのこ梅雨」の名もある。沖縄など南西諸島の梅雨期にあり、南西諸島付近にある梅雨前線が一時的に本州南岸沿いに北上したときに多くみられる。また、オホーツク海高気圧が5月前半に出現した場合に北東気流の影響を受けやすくなるため、関東以北の太平洋側で低温と曇雨天が長続きすることがある。その他、メイストームなど、日本海や北日本方面を通過する発達した低気圧の後面に伸びる寒冷前線が本州を通過して、太平洋側に達した後、南海上の優勢な高気圧の北側に沿って、そのまま停滞前線と化して、太平洋側、おもに東日本太平洋沿岸部でしばらくぐずつき天気が続くケースもそのたぐいである。

### 秋雨
おもに9月から10月上旬頃（地域によって時期に差がある）の長雨の時期をいう。大陸からの高気圧の張り出しが強まり、前線が南下して雨となる。「秋霖（しゅうりん）」、「薄（すすき）梅雨」などとも呼ぶ。

### 山茶花梅雨
おもに11月下旬から12月上旬にかけての、連続した降雨を「山茶花（さざんか）梅雨」という。山茶花が咲く頃に降るためこの名前がある。